# 程浩 (1923年6月)
程浩（1923年6月30日—2005年5月26日），男，陕西临潼人，中华人民共和国政治人物，曾任宁夏回族自治区石油化工局局长，宁夏回族自治区人民政府副主席。